# Интерстициальный нефрит
Интерстициальный нефрит — представляет собой неспецифический, атипичный воспалительный процесс в почках, который невосприимчив к традиционной антибиотикотерапии. Воспалению подвергается, в основном почечная паренхима или интерстициальная ткань. Развивается на фоне перенесенного нефрита, аллергических реакций или как побочное действие многих лекарств.

## Причины интерстициального нефрита
Появление болезни обусловлено рядом причин: мочекаменная болезнь, закупорка мочевыводящих путей (камни в мочеточниках, аденома простаты, острый простатит, стриктура уретры и др.), инфекционные и вирусные заболевания, сопутствующие болезни – склеродермия, системная красная волчанка, сбой в работе иммунной системы, аллергический диатез; радиационное излучение, отравление токсическими веществами, ядами; интоксикация тяжелыми металлами; неоднократный прием антибиотиков, противовоспалительных препаратов, мочегонных препаратов; травмы; наследственность.

## Группы
Интерстициальный нефрит подразделяется на:
1. Острый интерстициальный нефрит;
2. Хронический интерстициальный нефрит.

## Симптомы
Симптомы характеризуются (в зависимости от формы, стадии заболевания и интенсивности воспаления): отеками ног, лица, протеинурией, микрогематурией, полиурией, гипоизостенурией, гипопротеинемией, гиперлипидемией, артериальной гипертензией, болями в поясничной области, слабостью, сонливостью. При хроническом течении симптомы сглажены, наблюдается присоединение симптомов хронической почечной недостаточности.

## Лечение
Лечение предполагает приём антибиотиков для нивелирования очагов инфекций (только при подтверждённой бактериурии); средств, укрепляющих иммунитет (исключительно под контролем врача и только при наличии существенных отклонений в иммунограмме); уролитических (при наличии в почках мелких конкрементов) и мочегонных (вне полиурического периода) препаратов.

## Профилактика
Избегание ОРВИ, полный отказ от алкоголя и курения, своевременное лечение других заболеваний мочеполовой сферы и  обмена веществ (подагра), приём любых лекарственных препаратов (особенно анальгетиков, НПВС, аллопуринола, антибиотиков, иммуностимуляторов и иммуномодуляторов) строго под контролем за состоянием почек.